# Pseudione overstreeti
Pseudione overstreeti är en kräftdjursart som beskrevs av Adkison och Heard 1995. Pseudione overstreeti ingår i släktet Pseudione och familjen Bopyridae.
Artens utbredningsområde är Mexikanska golfen. Inga underarter finns listade i Catalogue of Life.